# Спиридонов, Андрей Владимирович
Андрей Владимирович Спиридонов (21 мая 1982, Усть-Каменогорск, Казахская ССР, СССР) — казахстанский хоккеист, нападающий. В настоящее время является тренером хоккейного клуба «Алматы».
Воспитанник усть-каменогорского хоккея, тренер — Александр Бузик.
На уровне Континентальной хоккейной лиги, в составе «Барыса» провёл 4 сезона, в течение которых провёл 82 матча, забросил 79 шайб и 7 раз ассистировал партнёрам по команде.
- Бронзовый призёр Континентального Кубка 2008.
- Чемпион Казахстана в составе команды «Бейбарыс» в сезоне 2015/2016.